# Piazza dei Quiriti
Piazza dei Quiriti è una piazza di Roma.

## Descrizione
Immersa nel mezzo del rione Prati, prende il nome degli abitanti della città di "Cures" ovvero "Quirites", ossia i Sabini, abitanti e co-fondatori di Roma. Un'altra teoria vede nei Quiriti gli stessi abitanti di Roma, così denominati perché concittadini ma anche e soprattutto adoratori del dio Quirino, cioè Romolo asceso allo status di divinità.
Al centro della piazza v'è una fontana, costruita nel 1928 dallo scultore Attilio Selva (Trieste 1888 1970). su commissione del governatore di Roma, il reatino Ludovico Spada Veralli Potenziani, che aveva ricevuto l'incarico da Mussolini per la gestione urbanistica della Capitale. La fontana prende il nome di fontana delle Cariatidi.
La realizzazione della Fontana, considerata "scandalosa" per la presenza di quattro statue di nudo femminile, è annoverata tra le cause che portarono Mussolini a "dimissionare" il governatore nel 1928. La struttura della fontana si presenta con un grande bacino inferiore circolare che regge una base architettonica che a sua volta sostiene la vasca principale sormontata poi da una vaschetta, sorretta da quattro cariatidi nude. Al centro, un terminale a pigna.
Nelle vicinanze della piazza sorge la chiesa di San Gioacchino, completata nel 1898 su progetto dell'architetto Raffaele Ingami, che doveva solennizzare il giubileo sacerdotale ed episcopale di Leone XIII.

## Dintorni e collegamenti
- Rione Prati
- Piazza Cavour
- Piazza Cola di Rienzo
- Castel Sant'Angelo